# 综合业务数字网

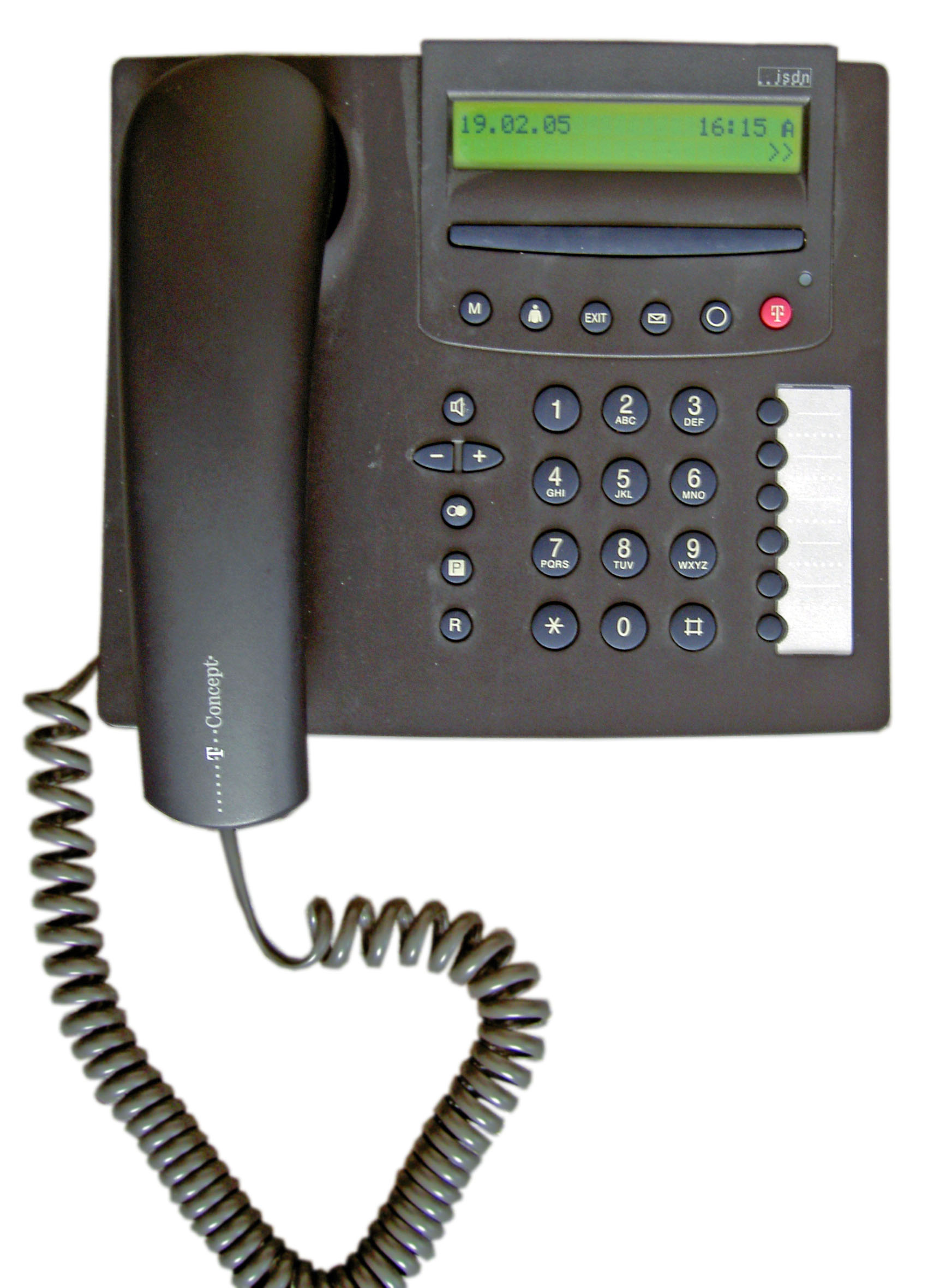
ISDN电话

综合业务数字网（Integrated Services Digital Network，ISDN）是一个数字电话网络国际标准，是一种典型的电路交换网络系统（circuit-switching network）。它通过普通的铜缆以更高的速率和质量传输语音和数据。ISDN是欧洲普及的电话网络形式。GSM移动电话标准也可以基于ISDN传输数据。
因为ISDN是全部数字化的电路（只有0和1这两种状态），所以它能够提供稳定的数据服务和连接速度，不像模拟线路那样对干扰比较明显。在数字线路上更容易开展更多的模拟线路无法或者比较困难保证质量的数字信息业务。
除了基本的打电话功能之外，ISDN还能提供视频、視像會議、图像、傳真、遠距教學、個人電腦通訊与数据服务。ISDN需要一条全数字化的网络用来承载数字信号，故又稱作「一線通」。
另外，ISDN也特指使用这项技术建立保持和断开电路交换的协议组。

## 用户和产业预测
对于ISDN主要有2种观点。最普遍的观点是用户希望有一个从家庭连接到电话和数据网络的線路優於普通模拟调制解调器性能的数字连接。典型的最终用户的互联网连接就是基于这种观点的，而对各种调制解调器的比较以及运营商的产品以及价目（性能、价格）等等都是从这点出发的。大部分这方面的讨论都是基于这种观点，但是实际上作为数据连接服务，ISDN事实上已经被DSL技术淘汰。
然而还有另外一种观点：对于电信产业，ISDN还没有完全被判死刑。一个电话网可以被看作一个不同交换系统之间的有线连接集合。它也作为智能网技术通过端到端的电路交换数字服务为公共交换电话网提供更多得新服务。
ISDN自始至终没有在美国的电话网络上得到广泛应用，现在已经是一种过时的技术。不过在录音工作室它还有一些用处，特别在配音演员和导演制片不在一个地方的时候，ISDN就成为了低延迟、高品质的远程语音通讯的解决方案。

## 结构
ISDN有2种信道B和D：
- B信道用于数据和语音信息
- D信道用于信号和控制（也能用于数据）。

B代表Bearer，D代表Delta.
ISDN有2种访问方式：
- 基本速率接口（BRI）由每个带宽64kbps的2個B信道和一个带宽16kbps的D信道组成。三个信道设计成2B+D0。
- 主速率接口（PRI） - 由很多的B信道和一个带宽64Kbps的D信道组成，B信道的数量取决于不同的国家：
  - 北美和日本：23B+1D2，总位速率1.544 Mbit/s（T1）
  - 欧洲，澳大利亚：30B+D2，总位速率2.048 Mbit/s（E1）

语音呼叫通过数据通道（B）传送，控制信号通道（D）用来设置和管理连接。呼叫建立的时候，一个64K的同步信道被建立和占用，直到呼叫结束。每一个B通道都可以建立一个独立的语音连接。多个B通道可以通过复用合并成一个高带宽的单一数据信道。
D信道也可以用于发送和接受X.25数据包，接入X.25报文网络。（实际上，很少广泛使用）。

#### 正常供电

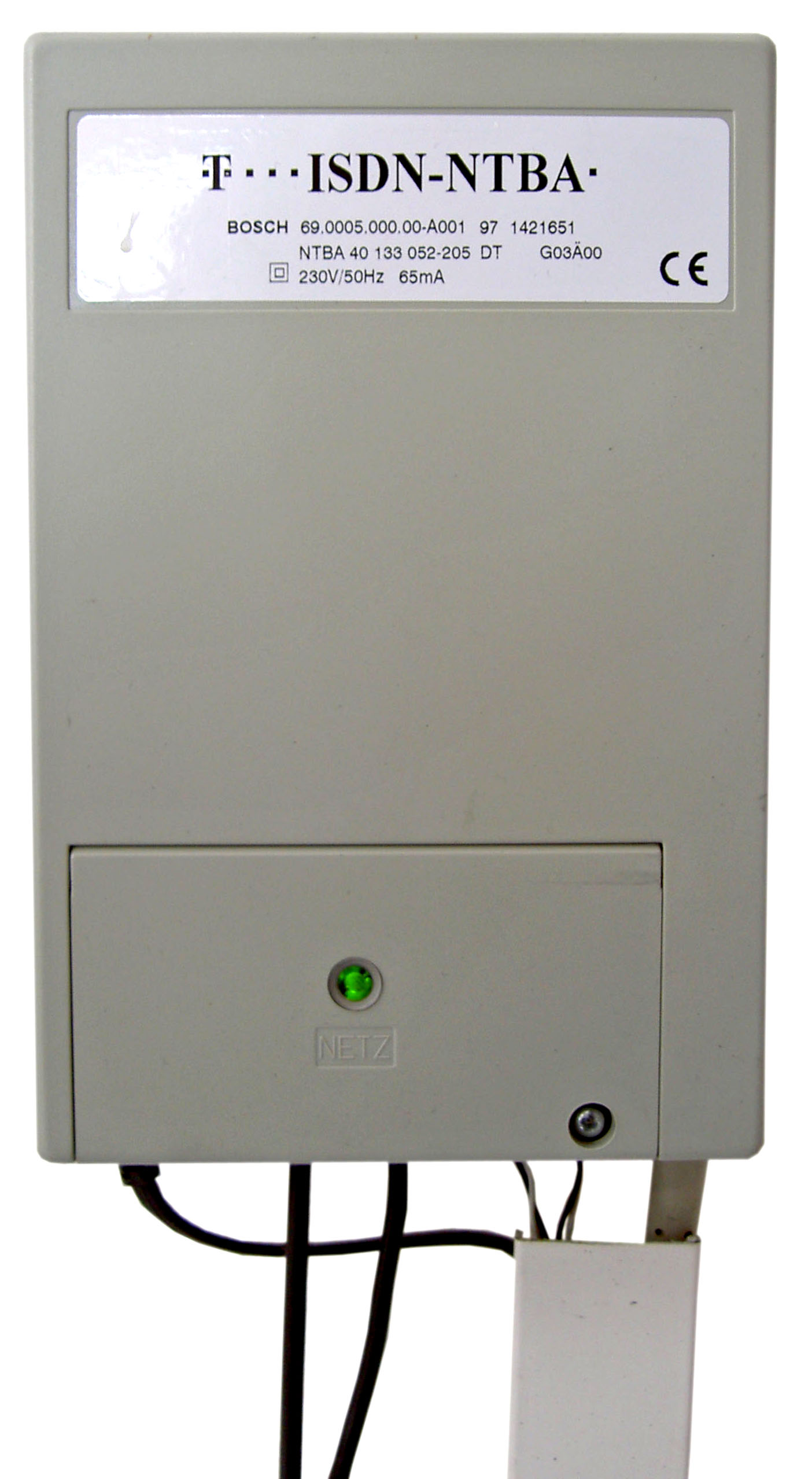
接通市电的NTBA